# Létavértes
Létavértes è una città dell'Ungheria di 7.209 abitanti (dati 2001). È situata nella contea di Hajdú-Bihar.

## Amministrazione

### Gemellaggi
- Săcueni, Romania